# Wojskowe Więzienie Śledcze Nr 7
Wojskowe Więzienie Śledcze Nr 7 (W.W.Śl. Nr VII, Wojsk. Więź. Śl. Nr 7) – jednostka organizacyjna służby sprawiedliwości Wojska Polskiego II RP łącząca w sobie funkcje aresztu śledczego i zakładu karnego.

## Historia więzienia
Jednostka zorganizowana została w garnizonie Poznań, w byłym pruskim więzieniu wojskowym przy ulicy Wały Jagiellończyka 7 naprzeciwko Reduty Przemysława, w której mieścił się Wojskowy Sąd Okręgowy Nr VII i Prokuratura przy Wojskowym Sądzie Okręgowym Nr VII.
Więzienie przeznaczone dla 600 więźniów służyło do przetrzymywania zatrzymanych lub aresztowanych, na czas trwania dochodzeń lub śledztw oraz do odbywania orzeczonych przez Wojskowy Sąd Okręgowy Nr VII kar aresztu i kar więzienia do 3 miesięcy. Komendant więzienia podlegał dowódcy Okręgu Korpusu Nr VII, a w sprawach nadzoru penitencjarnego podlegał wojskowemu Prokuratorowi przy WSO VII.
Personel więzienia śledczego oraz więźniowie podlegali komendantowi więzienia. W stosunku do personelu, posiadał on prawa dowódcy batalionu. Uprawnienia komendanta więzienia wobec więźniów normował regulamin więzienny.
Na terenie więzienia funkcjonowały warsztaty więzienne, w których więźniowie wykonywali prace koszykarskie, krawieckie, introligatorskie, szewskie i stolarskie. 1 lipca 1924 roku w warsztatach zatrudnionych było 26 aresztantów i 72 więźniów. Każdy z nich otrzymywał wynagrodzenie za wykonaną pracę (40% zysku z prac wykonanych na rzecz administracji wojskowej lub 50% zysku z prac na rzecz osób cywilnych). Robocizna w warsztatach więziennych była niższa o 30% od cen rynkowych. W czerwcu 1924 roku warsztaty przyniosły dochód w wysokości 663,62 zł. Organizatorem pracy więźniów był kierowników warsztatów więziennych. Kalkulacją kosztów i obliczanem premii dla więźniów zajmowała się Komisja Gospodarcza Więzienna. 
Więzienie posiadało własną świetlicę z biblioteką i sceną teatralną oraz kaplicą. Ołtarz wykonany został przez więźniów z drzewa dębowego. Uroczystego poświęcenia ołtarza dokonał 3 czerwca 1924 roku proboszcz garnizonu Poznań, ks. Szczepan Janasik. Mszę odprawił dziekan OK VII, ks. Julian Wilkans. Po uroczystości dowódca OK VII, gen. dyw. Kazimierz Raszewski dokonał inspekcji więzienia. Animatorem kultury wśród osadzonych był oficer oświatowy.
W więzieniu funkcjonowała izba chorych. Lekarz był dochodzący. W celi każdy więzień posiadał łóżko, siennik, poduszkę, dwa prześcieradła i koce oraz stolik, taboret, miskę, łyżkę i kubek. Wymianę bielizny przeprowadzano jeden raz w tygodniu. Kąpiele raz na dwa tygodnie w miesiące ziomowe a latem zimne natryski co drugi dzień. Więźniowie zobowiązani byli do udziału w codziennych ćwiczeniach gimnastycznych i spacerach.
Jesienią 1922 roku w więzieniu przeprowadzony został kurs dla kluczników ze wszystkich wojskowych więzień w Polsce. W kursie uczestniczyło 57 frekwentantów, jak ówcześnie nazywano słuchaczy.
Do 15 marca 1924 roku na terenie Okręgu Korpusu Nr VII oprócz Wojskowego Więzienia Śledczego Nr VII funkcjonowały jeszcze trzy areszty rejonowe w Poznaniu, Kaliszu i Gnieźnie.
Zgodnie z planem mobilizacyjnym "W" więzienie, w okresie mobilizacji, pozostawało na etacie pokojowym. Personel więzienia pod względem ewidencyjnym i uzupenień przynależał do Ośrodka Zapasowego 14 Dywizji Piechoty. Więzienie jako jednostka podległa dowódcy OK VII miało być zaopatrywane przez dowódcę Armii "Poznań".
Stany osadzony w Wojskowym Więzieniu Śledczym Nr VII:
- 1 stycznia 1919 roku - 238,
- 1 stycznia 1921 roku - 259,
- 1 stycznia 1922 roku - 423,
- 1 stycznia 1923 roku - 407,
- 1 lipca 1924 roku - 237, w 108 aresztantów i 129 skazanych.

Największą liczbę więźniów - 526 adnotowano w dniu 3 września 1922 roku.
Spośród 237 osadzonych, według stanu na dzień 1 lipca 1924, roku było podejrzanych i skazanych za:
- dezercję za granicę - 9,
- dezercję - 66,
- kradzież - 42,
- sprzeniewierzenie - 20,
- paserstwo - 6,
- nieposłuszeństwo - 8,
- napady - 2,
- gwałt - 6,
- nadużycia w służbie - 4,
- rabunek - 2,
- opór władzy - 3,
- inne przestępstwa - 65.

27 żołnierzy było recydywistami.

## Personel
Komendanci
- urzędnik wojskowy XI rangi Opat (od 2 XI 1919)
- mjr Zygmunt Modelski (od III 1920)
- kpt. więz.[5] Andrzej Junczys (od VIII 1920)
- mjr więz. Marian Chuchla (1928)
- por. kanc. / int. Józef Wojciech Podoba (p.o. 1932[6], był w 1934[2])

Obsada personalna więzienia w dniu 1 czerwca 1924
- komendant - kpt. więz. Andrzej Junczys[a]
- zastępca komendanta - wakat
- oficer oświatowy - por. Alojzy Dobrowolski
- kierownik kancelarii - por. Edward Kiedrowski
- oficer kasowy - por. Władysław Ciężki
- p.o. oficera administracyjnego i kierownik warsztatów więziennych - chor. Antoni Żurawiński
- referent depozytów - chor. Henryk Wirth
- oficer prowiantowy - chor. Władysław Doda
- nadzorca więźniów - chor. Stanisław Koziela